# Ležky

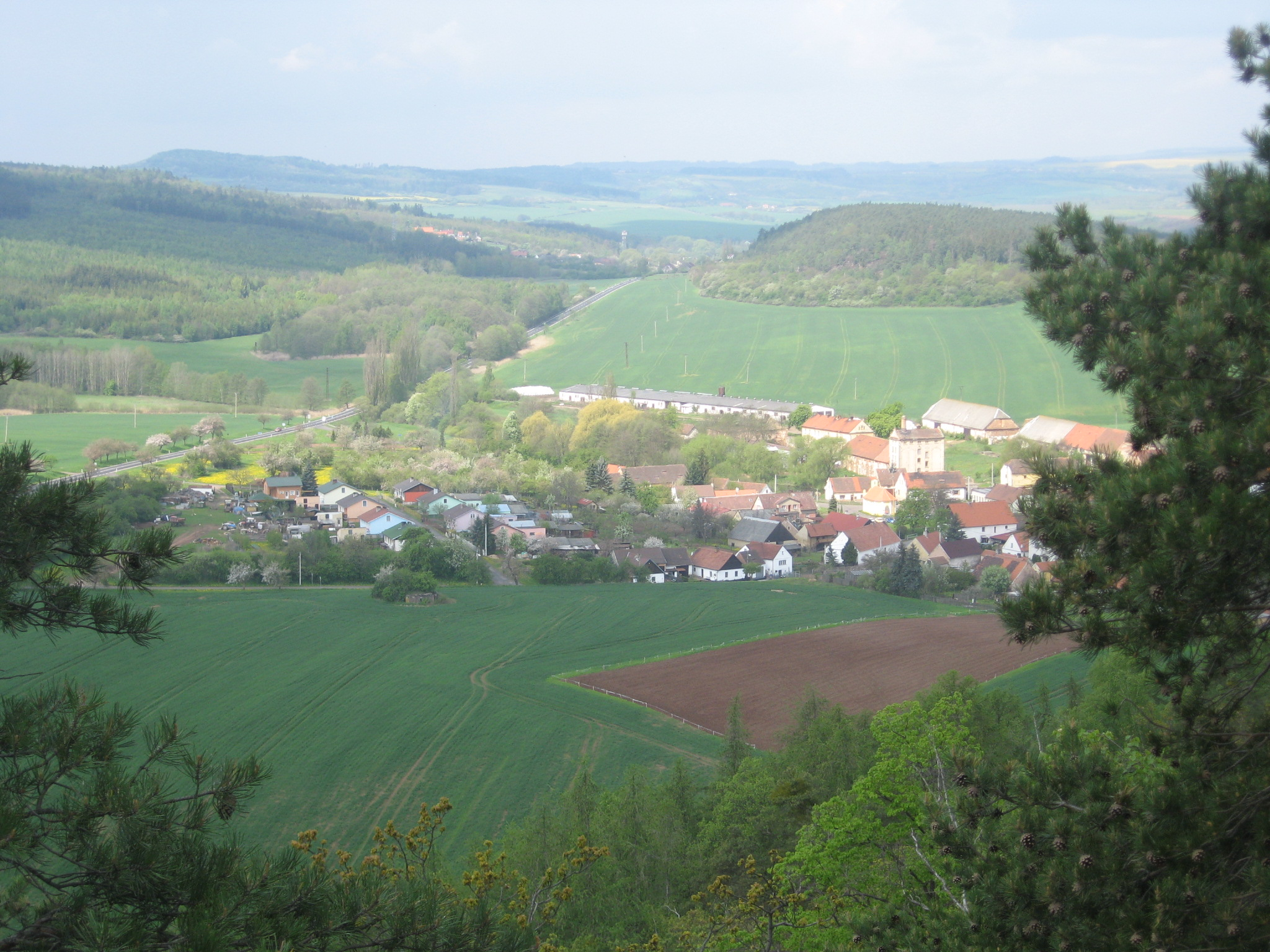
Blick vom Kapucín auf Ležky

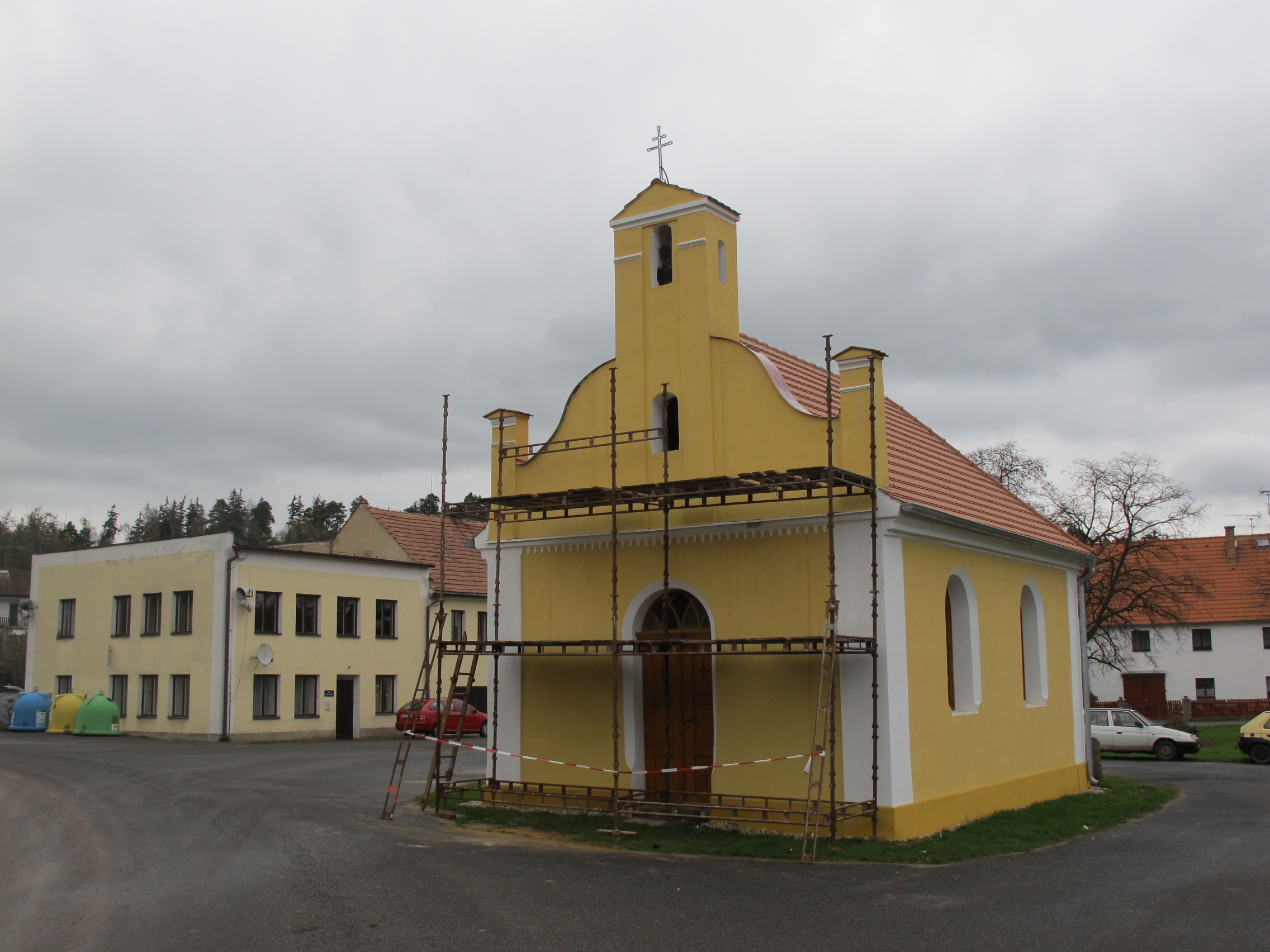
Kapelle der Jungfrau Maria

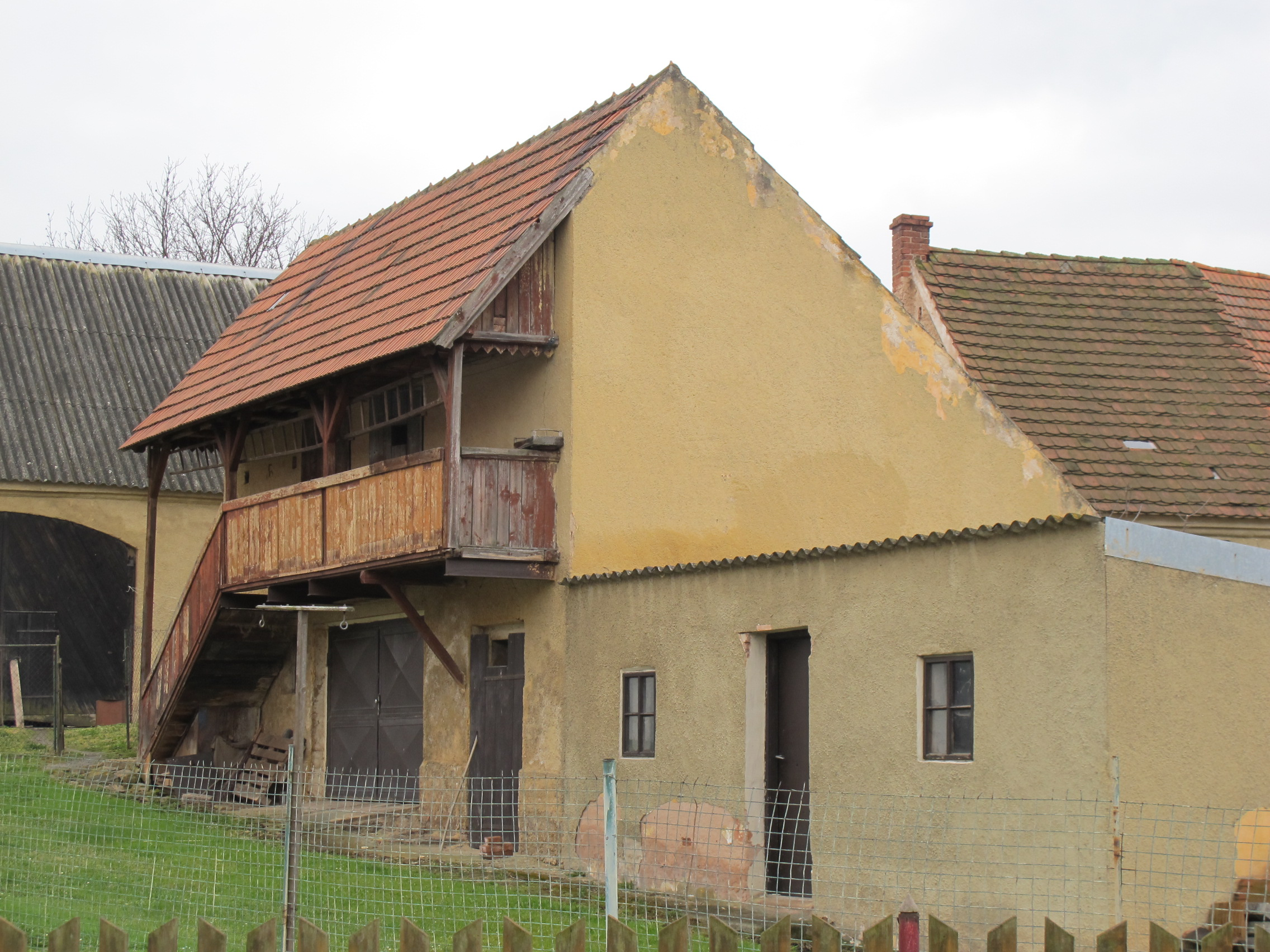
Haus mit Pawlatsche

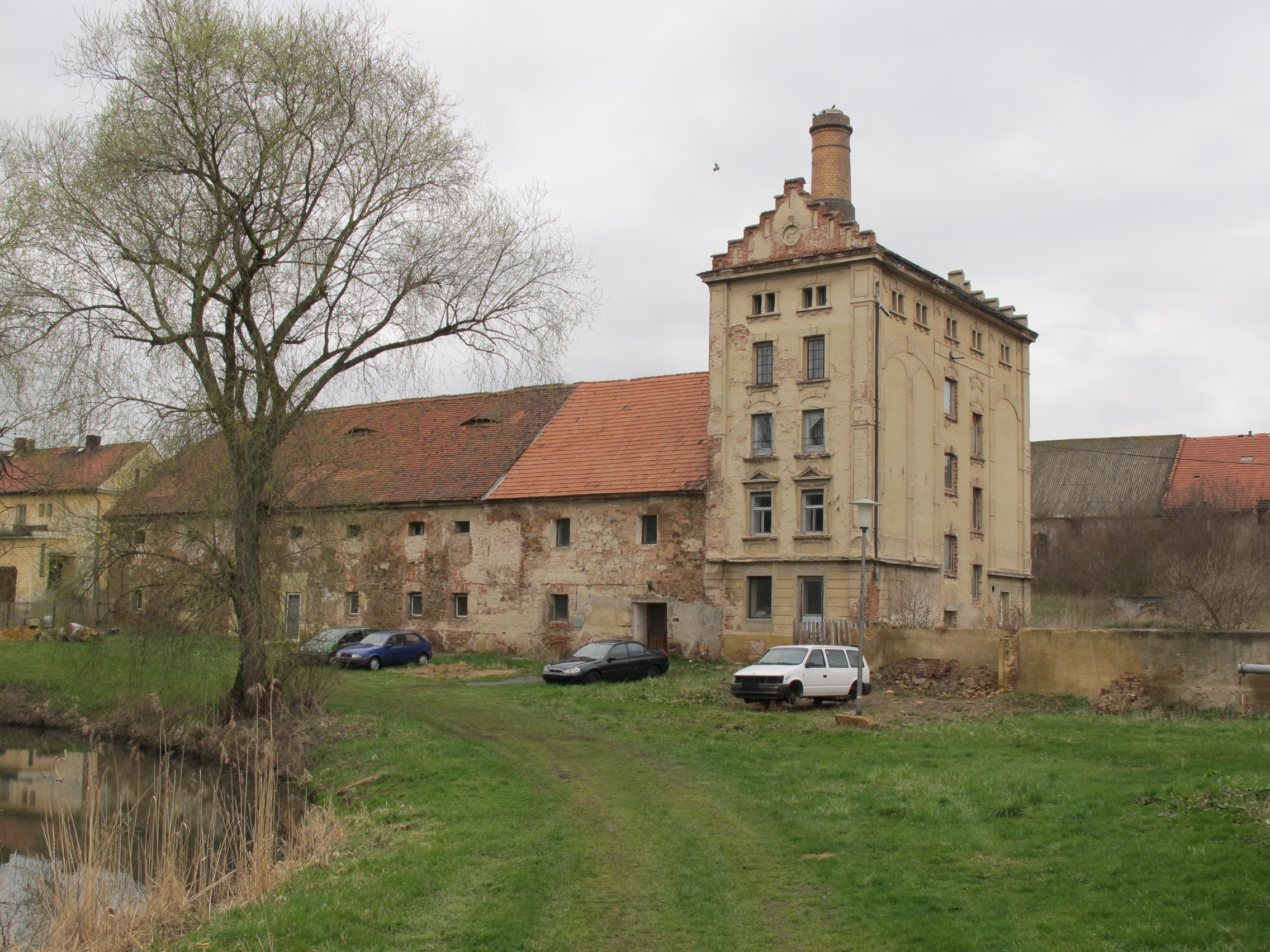
Ehemalige Brauerei

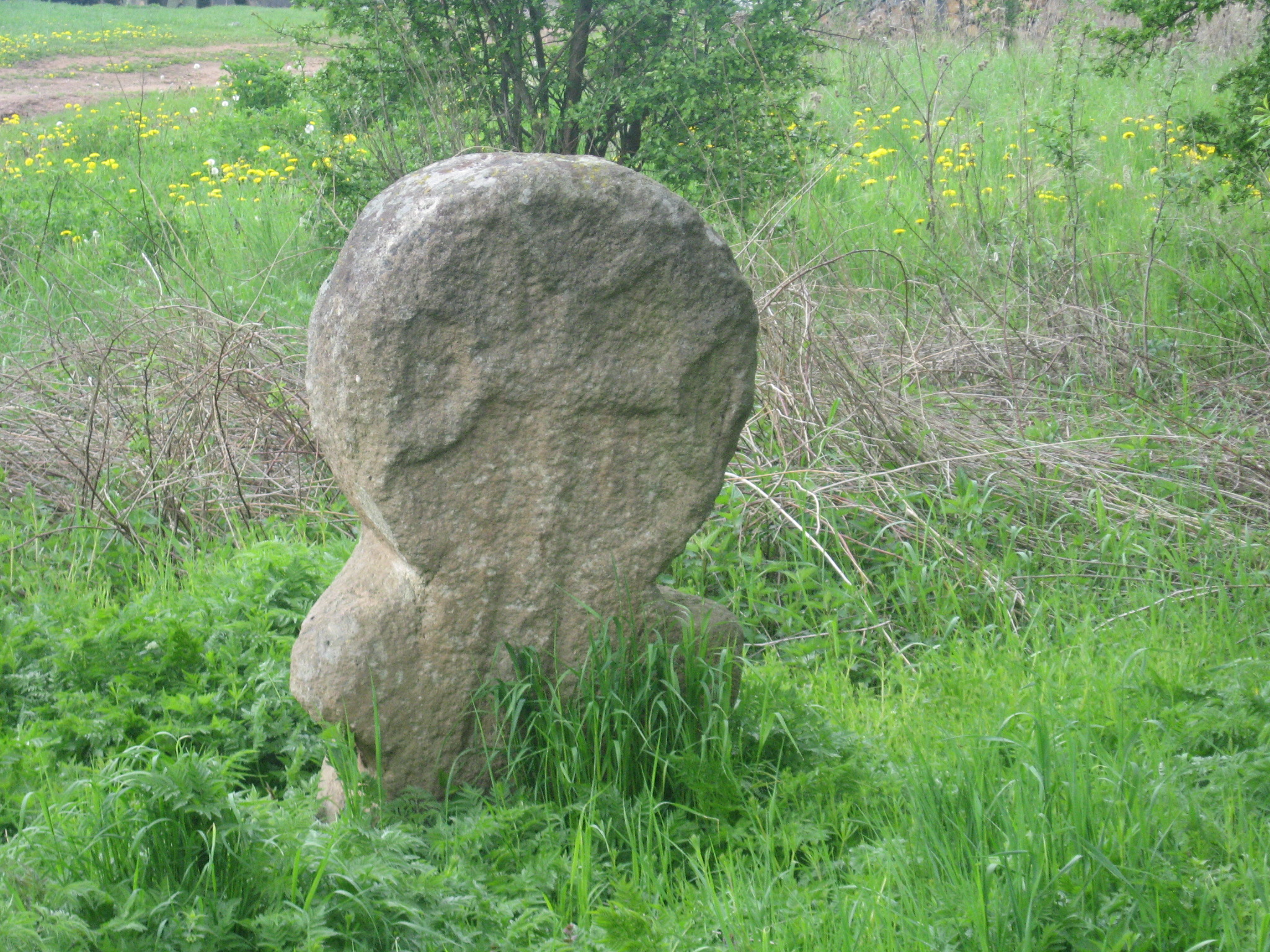
Kreuzstein

Ležky (deutsch Leschkau) ist ein Ortsteil der Gemeinde Lubenec (Lubenz) in Tschechien. Er liegt sieben Kilometer südlich von Vroutek (Rudig) und gehört zum Okres Louny.

## Geographie
Ležky befindet sich linksseitig des Ležecký potok (Leschkauer Bach) in einem von felsigen Hügeln umgebenen Kessel in der Rakovnická pahorkatina (Rakonitzer Hügelland). Im Nordosten erhebt sich der Jelení (Schafberg; 427 m n.m.), östlich der Kapucín (Kapuzinerberg; 469 m n.m.), im Südosten der Janský vrch (Johannesberg; 468 m n.m.), südlich der Velký les (Hochelber; 592 m n.m.), im Südwesten die Čertovka (587 m n.m.) und westlich der Řepanský les (Laschnitzberg; 446 m n.m.). Am südlichen Ortsrand verläuft die Staatsstraße I/6 zwischen Jelení (Hirschen) und Hořovičky (Deutsch Horowitz), dahinter – am Nordrand des Malměřický les (Alberitzer großer Wald) – die Bahnstrecke Rakovník–Bečov nad Teplou. Über die Hügel östlich und südlich des Dorfes zieht sich eine leichte Befestigungslinie des Tschechoslowakischen Walls.
Nachbarorte sind Lužec (Lust) und Vidhostice (Widhostitz) im Norden, Přibenice (Pribenz), Mukoděly (Mokotil) und Černčice (Tschentschitz) im Nordosten, Petrohrad (Petersburg) und Stebno (Steben) im Osten, Malměřice (Alberitz), Krty (Gerten) und Blatno (Pladen) im Südosten, Tis u Blatna (Tiß bei Pladen) im Süden, Kračín (Kratzin), Ovčárna (Schäferei), Číhání (Tschihana), Vítkovice (Witkowitz) und Struhaře (Struharz) im Südwesten, Jelení im Westen sowie Řepany (Rschepan) und Drahonice (Drahenz) im Nordwesten.

## Geschichte
Die erste schriftliche Erwähnung des Dorfes Lescah erfolgte 1057 in der Gründungsurkunde des Leitmeritzer Kollegiatstiftes St. Stephan. Zwischen 1316 und 1318 wurde Lzek in fünf Edelknechtsgüter aufgeteilt. Ab 1395 war Mikeš von Hedčany alleiniger Besitzer des Gutes Lezek bzw. Lessky. Nach dessen Tod erbten 1454 die Herren Tista von Liebstein das Gut Hedčany; wem das Gut Ležky zufiel, ist nicht überliefert. Im Jahre 1474 ist Johann Chotek von Chotkow als Besitzer des Gutes Ležek und der Feste nachweislich. Letztere wurde wahrscheinlich von Mikeš von Hedčany oder dessen Nachfolger errichtet und 1543 durch Wenzel Chotek von Chotkow in die erneuerte Landtafel eintragen gelassen. Wenzels Söhne Johann, Georg und Sigismund Chotek von Chotkow veräußerten das Gut Ležky 1568 an Katharina von Kolowrat, die es ihrem Mann Georg Herštejnský von Welhartitz überließ. Dieser verkaufte Ležky 1584 an Griselda von Schwamberg, geborene von Lobkowitz, die das Gut mit ihrer Herrschaft Chiesch vereinigte. Griselda überschrieb die Herrschaft Chiesch mit Ležky ihrem erstehelichen Sohn Bohuchval Berka von Dubá. Der Prager Oberstburggraf in Diensten König Friedrichs I. ging nach der Schlacht am Weißen Berg ins Exil. Neuer Besitzer der konfiszierten Herrschaft Chiesch wurde 1622 Georg Wilhelm Michna von Waiczenhoff; in der Beschreibung der Herrschaft ist Ležky mit einer Feste, einem Meierhof und einer Schäferei aufgeführt. Georg Wilhelm Michna von Waiczenhoff trennte 1651 das Gut Ležky wieder von Chiesch ab und übereignete es seinem Sohn Sigismund Norbert. Dieser musste das Gut 1667 wegen Überschuldung an Peter Zettl von Lilienberg verkaufen; in der Kaufurkunde wurde die Feste als an den alten Turm neu aufgebaut beschrieben. Nachfolgende Besitzer waren die Freiherren von Wallis, die die Feste mindestens bis zum Anfang des 18. Jahrhunderts bewohnten. Zwischen 1691 und 1694 wurden in der Kapelle drei Söhne des Freiherrn von Wallis getauft; die Begräbnisse erfolgten in der Familiengruft in der Kirche von Przibenz. Später verlor die Feste ihre Bedeutung als Herrensitz. Die Freiherren von Wallis verkauften das Gut Ležky mit den zugehörigen Dörfern Ležky, Přibenice und Mukoděly 1756 an den Saazer Kreishauptmann Wenzel Kager von Stampach, der es mit seiner  Familienfideikommissherrschaft Linz vereinigte. Weitere Besitzer waren ab 1761 der General Karl Kager von Stampach und ab 1765 der spätere Prager Oberstburggraf und Gubernialpräsident Franz Wenzel Reichsgraf Kager von Stampach. 1787 bestand Lisska, Leskau bzw. Leschek aus 37 Häusern. Bis 1794 gehörte Leskau zur Pfarrei Lubenz, die Begräbnisse erfolgten auf dem Friedhof in Pribenz. Danach wurde das Dorf der Pfarrei Alberitz zugeordnet und auch der dortige Friedhof genutzt. 1804 erbte Wenzel Reichsgraf Kager von Stampach und 1814 dessen Bruder Johann die Herrschaft. Nach dem Tode von Johann Reichsgraf Kager von Stampach wurde 1830 dessen Schwester Maria, verheiratete Pachta von Rayhofen zur Fideikommisserbin.
Im Jahre 1845 bestand das im Saazer Kreis unweit der Prag-Karlsbader Chaussee gelegene Dorf Leschkau aus 45 Häusern mit 234 deutschsprachigen Einwohnern, darunter vier jüdischen Familien. Im Ort gab es einen herrschaftlichen Meierhof mit der Wohnung des Burggrafen, eine dominikale Schäferei, ein dominikales Bräuhaus und ein dominikales Branntweinhaus. Ostsüdöstlich lag an der Chaussee die Ausspann Neuwirthshaus. Leschkau war Sitz des größeren der beiden Linzer Forstreviere, das eine Waldfläche von 219 Joch 86 Quadratklafter bewirtschaftete. Der Sarateich und der Wiesenteich waren trockengelegt und in Wiesenland umgewandelt; einige kleinere Teiche dienten der herrschaftlichen Karpfenzucht. Pfarrort war Alberitz. Bis zur Mitte des 19. Jahrhunderts blieb Leschkau der Fideikommissherrschaft Linz untertänig.
Nach der Aufhebung der Patrimonialherrschaften bildete Leschkau / Lešky ab 1850 eine Gemeinde im Gerichtsbezirk Podersam. Ab 1868 gehörte Leschkau zum Bezirk Podersam. Im Jahre 1869 bestand das Dorf aus 59 Häusern und hatte 396 Einwohner. 1873 verkauften die Besitzer der Herrschaft Linz, Familie Baernreither, den Meierhof Leschkau an Josef Schaffer. Die Alberitzer Schule eröffnete 1875 in Leschkau eine einklassige Außenstelle. 1883 erwarb Benjamin Steiner den Meierhof; nachfolgende Besitzer waren Rudolf Mattausch und danach dessen Bruder Heinrich. Zwischen 1895 und 1897 wurde südlich des Dorfes am Rande der Leschkauer Loh, dem nördlichen Teil des  Alberitzer großen Waldes, die Lokalbahn Rakonitz–Petschau–Buchau errichtet; die nächste Bahnstation war Lubenz-Hirschen. Begünstigt durch die Chaussee und die davon durch den Ort führende Bezirksstraße nach Rudig sowie die Eisenbahn erfuhr das Dorf zum Ende des 19. Jahrhunderts einen wirtschaftlichen Aufschwung.
Im Jahre 1900 hatte Leschkau 380 Einwohner, 1910 waren es 349. Das Zentrum bildete der Dorfplatz mit der Kapelle, in der sich eine Statue des hl. Johannes von Nepomuk befand, und dem Schulhaus. Westlich davon lag das anstelle der alten Feste errichtete Schloss Leschkau mit einem Blumen-, Gemüse- und Obstgarten. Im Ort gab es zwei Dorfteiche, die der Fischzucht dienten. Nach der Einstellung der Braubetriebes wurde das Brauereigebäude um Jahre 1900 zur Mälzerei umgebaut. Zur Gemeinde gehörten vier Häuser von Hirschen sowie die Einschichten Neuwirtshaus und Forsthaus Leschkau. Haupterwerbsquellen bildeten der Obstbau, der Anbau von Getreide und Hopfen sowie die Viehzucht. Die Birken auf dem Laschnitzberg wurden von den Bewohnern traditionell für die Besenbinderei genutzt. Die Begräbnisse erfolgten auf dem Friedhof von Alberitz. Nach dem Ersten Weltkrieg zerfiel der Vielvölkerstaat Österreich-Ungarn, Leschkau wurde 1918 Teil der neu gebildeten Tschechoslowakischen Republik. Beim Zensus von 1921 lebten in 65 Häusern der Gemeinde Leschkau 342 Personen, davon 337 Deutsche. Der tschechische Ortsname wurde 1924 in Ležky geändert. 1930 lebten in den 67 Häusern der Gemeinde 360 Personen. Nach dem Münchner Abkommen wurde Leschkau im Oktober 1938 dem Deutschen Reich zugeschlagen und gehörte bis 1945 zum Landkreis Podersam. 1939 hatte die Gemeinde 323 Einwohner. Nach dem Ende des Zweiten Weltkrieges kam Ležky zur wiedererrichteten Tschechoslowakei zurück. Nach der Aussiedlung der meisten deutschen Bewohner wurde die Gemeinde mit Tschechen wiederbesiedelt. 1950 lebten in den 53 Häusern von Ležky 191 Personen. Bei der Gebietsreform von 1960 erfolgte die Aufhebung des Okres Podbořany, Ležky wurde Teil des Okres Louny. Im selben Jahr erfolgte die Eingemeindung von Přibenice. 1981 wurde Ležky nach Lubenec eingemeindet. In den 1980er Jahren sank die Einwohnerzahl deutlich. Beim Zensus von 1991 lebten in den 54 Häusern von Ležky 115 Personen.  2011 hatte das Dorf 104 Einwohner und bestand aus 46 Wohnhäusern.

## Ortsgliederung
Zu Ležky gehört die Einschicht Nová Hospoda (Neuwirtshaus). Der Ortsteil Ležky bildet einen Katastralbezirk.

## Sehenswürdigkeiten
- Kapelle der Jungfrau Maria, auf dem Dorfplatz. Nach dem Taufregister wurden in der Kapelle am 17. Oktober 1691 Anton Erdmann von Wallis, am 25. Oktober 1692 dessen Bruder Karl Josef Anton, sowie am 29. August 1694 Franz Wenzel Anton von Wallis getauft. Eine Gedenktafel neben dem Eingang erinnert an die Taufe von Franz Wenzel von Wallis und seiner beiden Brüder.
- Gedenkstein für die Gefallenen des Ersten Weltkrieges, vor der Rückseite der Kapelle. Er enthält die Namen von 15 Männern und deren Einheiten. Weitere Inschriften wurden entfernt.
- Kreuzstein, neben der südöstlichen Ausfallstraße zur Staatsstraße I/6. Der 1,85 m hohe Stein mit abgerundeten Armen und Kopf trägt auf der Oberseite eine dolchförmige Eingrabung. Der Legende nach soll ein Burggraf von Leschkau durch sein scheuendes Pferd zu Tode geschleift und ihm an der Stelle sein Kopf abgerissen worden sein. Dort, wo sein übriger Körper gefunden wurde, soll der Bildstock errichtet worden sein.
- Gemauerter Bildstock, östlich des Dorfes nahe dem Lehrpfad zum Kapucín, in unmittelbarer Nähe steht ein Ohrenstand des Tschechoslowakischen Walls.
- k.k. Postmeilenstein, südlich des Dorfes an der Staatsstraße I/6
- Meierhof mit ehemaliger Brauerei, 2019 eröffnete Miroslav Šefl im Brauereigebäude ein privates Museum der Státní bezpečnost[6]
- Ohrenstände der Befestigungslinie des Tschechoslowakischen Walls
- Granitfelsen Kapucínské skály (Kapuzinerfelsen) am Südabfall des Kapucín, der Lehrpfad Okolim Lubence führt von Ležky auf den Gipfel des Kapucín, einem Aussichtspunkt über das obere Tal des Ležecký potok. Einige der Felsen der Kapucínské skály wie der Kapuziner und der Nagelschmied erinnern an menschliche Gestalten. Ähnliche Felsgebilde befinden sich auch am Südhang des Jelení.
- Reste der frühzeitlichen Burgstätte auf dem Kapucín
- Felshöhle Habelloch am Mlýnský vrch (Mühlberg) östlich von Ležky, der Legende nach sollen darin Zwerge gehaust haben.